# Edith Borroff
Edith Borroff (Nova York, 2 d'agost de 1925 - Durham, Carolina del Nord, 10 de març de 2019) fou una musicòloga i compositora estatunidenca. Les seves composicions consten de més de 60 obres per encàrrec, incloses peces per a l'escenari; pel seu instrument principal: l'orgue; música coral, vocal i orquestral; i diverses edicions crítiques d'obres de compositors anteriors com Jubilate de Jean-Josèp Cassanèa de Mondonville (Pittsburgh, 1961). També va escriure almenys 7 llibres, inclòs el llibre de text Music in Europe and the United States: a History (Englewood Cliffs, NJ, 1971/ R), així com diversos articles i publicacions.

## Vida i carrera
Borroff va néixer a la ciutat de Nova York, filla dels músics professionals Marie Bergerson i (Albert) Ramon Borroff, i germana de la poeta Marie Borroff. La família es va traslladar a Chicago el 1941. Edith Borroff va estudiar al Conservatori de Música Oberlin i al Conservatori Americà de Música, on es va graduar amb una llicenciatura en música el 1946 al que va afegir un màster de música en composició el 1948. La seva formació va incloure l'estudi de l'orgue amb Claire Coci a l'Oberlin College i de veu amb Frances Grund.
Va començar a treballar a la facultat del Milwaukee-Downer College entre 1950 i 1954, mentre continuava els seus estudis a la Universitat de Michigan a Ann Arbor, on es va graduar amb un doctorat en musicologia històrica el 1958. La seva tesi es titulava Les obres instrumentals de Jean-Joseph Cassanéa de Mondonville.
En una entrevista del 2011 amb l'American Composers Alliance, Borroff va compartir que sempre s'havia considerat com a compositora. Va començar a compondre des de molt jove. Segons ella, no se li va permetre cursar una llicenciatura en composició i es va conformar amb una llicenciatura en musicologia històrica, però va continuar component i va tenir més de 60 encàrrecs com a compositora.
Una llista extensa, però selectiva, de les seves obres apareix a l'article biogràfic sobre Borroff al Diccionari Oxford Music Online/Grove Music accessible des de la majoria de bases de dades privatitzades de les biblioteques universitàries.
Després d'acabar els seus estudis, Borroff va treballar com a compositora i professora de música. Va ensenyar a Hillsdale College (on també va ser degana associada) els anys 1958-1962, a la Universitat de Wisconsin-Milwaukee en 1962-1966, al Eastern Michigan University en 1966-1972 i a la Universitat Estatal de Nova York de Binghamton en 1973-1992. El seu Concert per a marimba i petita orquestra es va estrenar amb l'orquestra d'aquesta universitat el 1981, amb Alex Jacobowitz com a solista de marimba i Paul Jordan com a director.
Borroff es va retirar de l'ensenyament el 1992. El seu fons personal es troba a la Biblioteca de Newberry. Va morir a Durham, Carolina del Nord, el 10 de març de 2019.

## Obres[1]

### Per l'escena
- Spring over Brooklyn (musical), 1952
- Pygmalion (música incidental sobre una obra de George Bernard Shaw), 1955
- La folle de chaillot (sobre una obra de Jean Giraudoux), 1960
- The Sun and the Wind (El Sol i el Vent)
- A Musical Fable (3 escenes, E. Borroff), 1977

### Per a 4 o més instruments
- Quartet de corda, c1942
- Gran rondó, quartet de corda, c1943
- Trio de cordes, 1944, rev. 1952
- Tema i variacions per a violoncel i piano, c1944
- Quintet, cl, str, 1945
- Quartet de corda núm.3, mi menor, 1945
- Minuet, orquestra de corda, 1946
- Quintet de vent fusta, re major, c1947
- Quintet de vent fusta, do major, 1948
- Vorspiel über das Thema 'In dulci jubilo', 2 flautes, 2 trompes, piano, 1951
- Variacions per a banda, 1965
- Chance Encounter (Romp o Rehearsal?), quartet de corda, 1974
- Game Pieces, suite, quintet de vent fusta, 1980
- Mar Concert, 1981
- Suite: 8 Canons per a 6 intèrprets, percussió, 1984
- Mottoes, suite, 8 saxos, 1989
- 2 peces de la bossa de drap vell, quartet de saxos, 1989

### Per a cor i instruments
Obres seleccionades:
- The Christ-Child Lay on Mary's Lap (text GK Chesterton) per a cor SSA (a cappella)
- Passacaglia per a orgue (1946)
- Sonata per a trompa i piano (1954)
- Veus a l'exili, 3 cànons per a flauta i viola (1962)
- Cinc peces per a viola i piano (1989)
- Trio per a viola, trompa i piano (1999)

### Publicacions acadèmiques[1]
- An Introduction to Elisabeth-Claude Jacquet de La Guerre (Brooklyn, NY, 1966)[10]
- Música del barroc (Dubuque: W.C. Brown, 1970)[11]
- La música a Europa i als Estats Units: una història (Englewood Cliffs, NJ, 1971/ R)
- Ed.: Notacions i edicions: un llibre en honor de Louise Cuyler (Dubuque, IA, 1974/ R)
- Amb M. Irvin: Music in Perspective (Nova York, 1976)
- Tres compositors nord-americans (Lanham: University Press of America, 1986)[12]
- American Operas: A Checklist (Warren, Michigan: Harmonie Park Press, 1992)[13]
- Music Melting Round: a History of Music in the United States (Nova York: Ardsley House, 1995)[14]
- William Grant Still (citat per Regier[1])